# Mundafell
Mundafell är ett berg i republiken Island. Det ligger i regionen Suðurland, 120 km öster om huvudstaden Reykjavík. Toppen på mundafell är 905 meter över havet.
Trakten runt Mundafell är nära nog obefolkad, med mindre än två invånare per kvadratkilometer. Det finns inga samhällen i närheten. Trakten runt Mundafell består i huvudsak av gräsmarker.